# Сфалерит
Сфалерит је сулфидни минерал хемијског састава (Zn,Fe)S (цинк сулфид). Скоро увек садржи примесе гвожђа (варијетет са високим садржајем гвожђа се назива марматит). Често долази заједно са галенитом, пиритом и другим сулфидима. Познат је и под називом цинк бленда. Кристализује се у кубном кристалном систему и структура је слична дијаманту. Сфалерит је главна руда цинка. 
Његов је високи садржај цинка (око 67 посто) откривен тек у 18. веку. Као минерал, сфалерит је разних боја, а понекад га је тешко распознати од минерала као што је магнетит. Сам назив сфалерит долази од грч. sphaleros, а тако је назван због помањкања препознатљивих обележја.